# Shemurat Lahav
Shemurat Lahav (hebreiska: שמורת להב, Shemurat Lahav Ẕafon, שמורת להב צפון) är ett naturreservat i Israel.   Det ligger i distriktet Södra distriktet, i den centrala delen av landet.